# Lettres de dernier recours

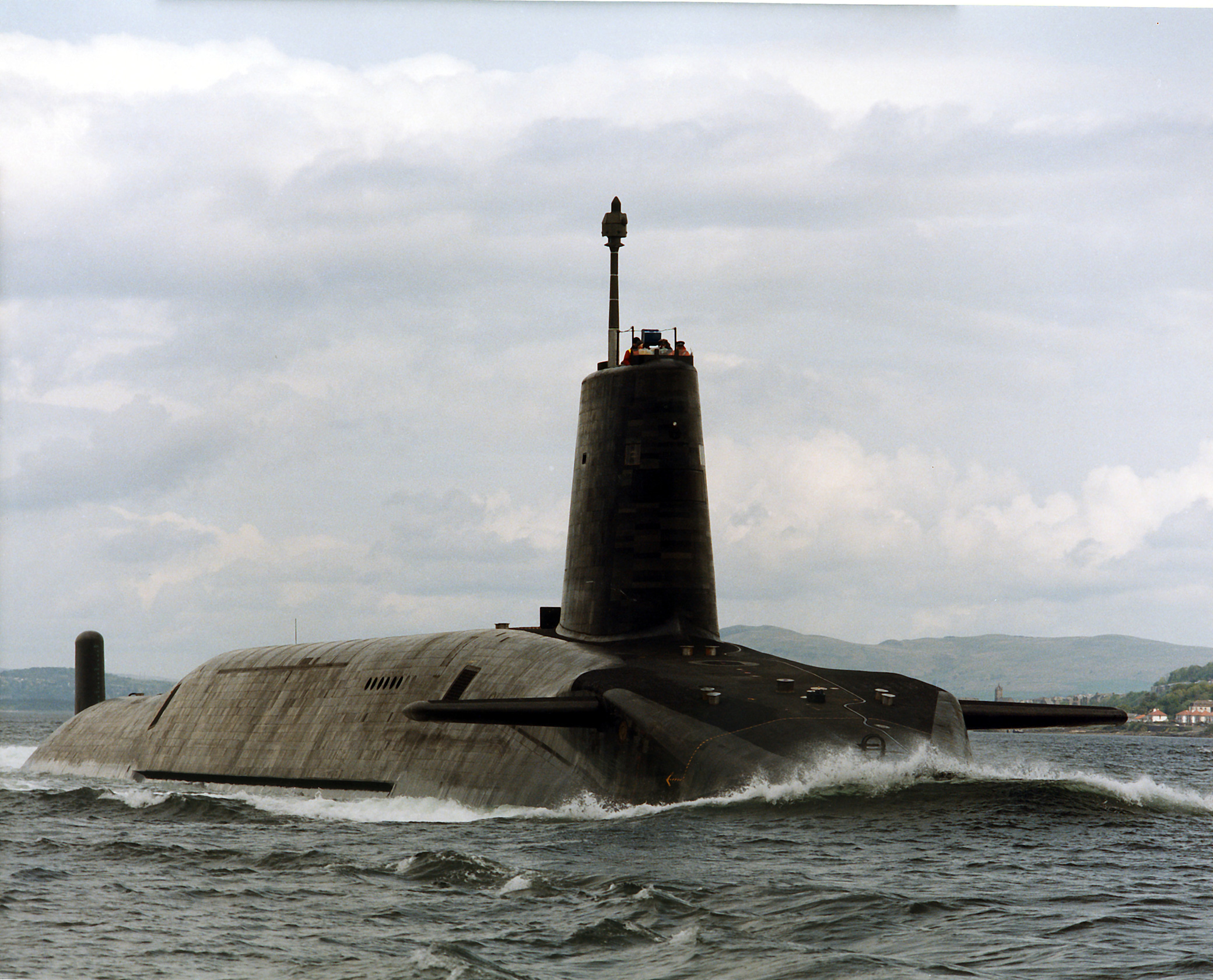
Le Royaume-Uni compte sur quatre sous-marins de classe Vanguard pour assurer sa dissuasion nucléaire. Au moins un sous-marin est toujours armé et en service actif, transportant jusqu’à 16 missiles balistiques Trident II. Chaque missile a une portée de 11 000 km et peut transporter 12 ogives contrôlées indépendamment, chacune capable de détruire une grande ville.

Les lettres de dernier recours sont quatre lettres manuscrites, rédigées à l'identique, du Premier Ministre du Royaume-Uni aux commandants des quatre sous-marins britanniques lanceurs d'engins. Ils contiennent des ordres sur les mesures à prendre dans le cas où une attaque nucléaire ennemie aurait détruit le gouvernement britannique et tué ou rendu inapte le premier ministre et la "deuxième personne" (normalement un membre haut placé du cabinet) que le Premier ministre a désigné pour prendre une décision sur la façon d'agir en cas de décès de ce dernier. Si les commandes devaient être exécutées, les mesures prises pourraient être le dernier acte officiel du gouvernement de Sa Majesté.
Les lettres sont stockées dans deux coffres-forts imbriqués dans la salle de contrôle de chaque sous-marin. Les lettres sont détruites sans avoir été ouvertes après chaque changement de Premier ministre, leur contenu n’est donc connu que du Premier ministre qui les a publiées.

## Fonctionnement
Les lettres sont écrites dès l’entrée en fonction d’un nouveau Premier ministre, après que le chef d’état-major de la Défense lui eut dit « précisément quels dommages un missile Trident pourrait causer ». Celles-ci sont ensuite livrées aux sous-marins, les lettres du premier ministre précédent ayant été détruites sans être ouvertes.
En cas de mort du Premier ministre et du décideur désigné à la suite d’une attaque nucléaire, le ou les commandants du ou des sous-marins nucléaires (au moins l'un d'entre eux patrouillant en permanence) utiliserait une série de contrôles pour vérifier si les lettres de dernier recours doivent être ouvertes ou non.
Selon le livre de Peter Hennessy intitulé The Secret State: Whitehall et la guerre froide de 1945 à 1970, le processus par lequel un commandant de classe Vanguard déterminerait si le gouvernement britannique continue de fonctionner comprend, entre autres vérifications, la poursuite des émissions de BBC Radio 4.
En 1983, la procédure pour les sous-marins Polaris consistait à ouvrir les enveloppes s’il y avait une attaque nucléaire évidente ou si toutes les émissions navales britanniques avaient cessé pendant quatre heures.

## Options
Bien que le contenu de ces lettres soit secret, selon le documentaire The Human Button de la BBC Radio 4 de décembre 2008, le Premier ministre avait quatre options connues à inclure dans les lettres. Le Premier ministre ordonne au commandant du sous-marin de :
- riposter avec des armes nucléaires;
- pas de représailles;
- utiliser son propre jugement;
- Placer le sous-marin sous le commandement d'un pays allié, si possible. Le documentaire mentionne l'Australie et les États-Unis.

The Guardian a rapporté en 2016 que les options incluraient : « Mettez-vous sous le commandement des États-Unis », s'ils sont toujours là, « Allez en Australie », « agissez en représailles » ou « utilisez votre propre jugement" ».
L’option retenue n’est connue que de l’auteur de la lettre, car elle est détruite sans être ouverte lorsqu'un Premier ministre quitte ses fonctions. Lors d'un débat avant les élections générales de 2017, le chef de l'opposition, Jeremy Corbyn, un opposant de longue date aux armes nucléaires, a déclaré qu'il écrirait les lettres de dernier recours s'il était élu, sans préciser quelle option il choisirait.

## Fiction
La pièce de David Greig en 2012, The Letter of Last Resort, traite des conséquences et des paradoxes des lettres.
La pièce a été présentée pour la première fois en février 2012 dans le cadre d'un cycle de pièces sur "The Bomb" au Tricycle Theatre de Londres, dirigé par Nicolas Kent. Belinda Lang incarne le nouveau Premier ministre et Simon Chandler, son conseiller. La pièce a également été vue au Traverse Theatre à Edimbourg, pour le Edinburgh Fringe plus tard la même année. L'année suivante, elle a été diffusée sur BBC Radio 4, avec la même distribution, transmise pour la première fois le 1er juin 2013.